# Fetschin Colyn († 1472)
Fetschin Colyn (Fetschin=Bonifatius; * im 15. Jahrhundert; † 18. Juni 1472 in Aachen) war Schöffe und Bürgermeister der Reichsstadt Aachen.

## Leben und Wirken
Der Sohn des Schöffen Johann Colyn und Urenkel des Altbürgermeisters Jakob Colyn van Herle am Markt, gehörte wie die meisten Mitglieder seiner Familie ebenfalls dem Schöffenkollegium an wurde 1437 in den Rat der Stadt Aachen gewählt. Ein Jahr später übernahm er die Aufgabe als Pächter der städtischen Bierakzise. Gemäß den Quellenangaben bei Marie-Luise Freiin von Coels von der Brügghen war er in den Jahren 1445, 1450 und 1459 Bürgermeister. Allerdings führen andere Quellen für das in Aachen politisch brisante Jahr 1450 mit Gerhard von Haren, den Jüngeren einen zweiten Bürgermeister aus dem Kreis des Schöffenkollegiums auf.
Fetschin Colyn war in erster Ehe verheiratet mit Else von Segraede, der Tochter des ehemaligen Bürgermeisters Statz von Segraedt. Nach deren frühen Tod am 5. Mai 1438 heiratete Colyn Mechtildis von der Hagen, die Tochter des Alt-Bürgermeisters Johann von der Hagen. Mit dieser hatte er mindestens drei Kinder, darunter die späteren Bürgermeister Fetschin und Wilhelm Colyn sowie die Tochter Sophia, die den Bürger-Bürgermeister Johann Ellerborn heiratete.